# Загін (фільм, 1984)
«Загін» (рос. «Отряд») — литовський радянський художній фільм 1984 року режисера Олексія Симонова.

## Сюжет
Литва, 1941 рік. Німецько-радянська війна. Німецькі танки і моторизовані колони увірвалися в прикордонне військове містечко. Семеро радянських солдатів опинилися відрізаними від гарнізону. Без продовольства і зброї вони вирушили через окуповану територію в розташування частин Червоної Армії. Тільки двоє з них дісталися до лінії фронту…

## У ролях
- Олександр Феклістов —  Доронін  (перша роль в кіно)
- Сергій Гармаш —  Урін  (перша роль у кіно)
- Дмитро Брусникин —  Нікітін
- Михайло Морозов —  Петров  (перша роль у кіно)
- Яків Степанов —  Кузьмін
- Олександр Песков —  Юрій Окунєв  (перша роль у кіно)
- Віктор Нестеров
- Олександр Карін
- Галина Щепетнова
- Дмитро Денисюк
- Миколас Дорофеюс
- Стефанія Станюта —  стара
- Еймунтас Някрошюс —  ксьондз
- Любомирас Лауцявічюс —  господар хутора
- Людмила Полякова —  Віра
- Ілля Рутберг —  господар тиру
- Регімантас Адомайтіс
- Валентин Голубенко

## Творча група
- Сценарист:
- Режисер: Олексій Симонов
- Оператор: Йонас Грицюс
- Композитор:

1. ↑  Person Profile // Internet Movie Database — 1990.